# Clay Johnson (tecnólogo)
Clay Johnson (1977) es un especialista en tecnología estadounidense que desempeñó un papel en destacadas campañas nacionales del partido demócrata.

## Carrera
En 2004, Johnson fue el principal programador de la fallida candidatura de Howard Dean a la presidencia por el Partido Demócrata.
Cuando terminó la campaña de Dean, Johnson se unió a otros tres miembros del personal de Dean for America (Ben Self, Jascha Franklin-Hodge y Joe Rospars), para fundar Blue State Digital, una empresa que proporciona servicios tecnológicos y estrategia en línea para las campañas demócratas, incluida la campaña presidencial de Barack Obama de 2008. En 2006, Blue State Digital fue una de las Fast 50 de Fast Company. En 2007, se pidió a Johnson que abandonara la empresa por problemas con otros miembros de la sociedad.
Desde 2008 hasta 2010, trabajó para la Fundación Sunlight como director de Sunlight Labs, una comunidad de código abierto que recogía y organizaba datos públicos. En agosto de 2012, Johnson se convirtió en un Presidential Innovation Fellow y trabajó en un proyecto llamado RFP-EZ, una utilidad digital para mejorar la tasa de éxito de las pequeñas empresas de TI en la adquisición de contratos gubernamentales. En 2014, Johnson fue nombrado miembro senior del Center for American Progress.
Johnson cofundó el Department of Better Technology (DOBT), una empresa con ánimo de lucro que presta servicios tecnológicos a organismos públicos. DOBT fue adquirida por CItyBase en 2017.
A lo largo de varios ciclos electorales, Johnson contribuyó a los candidatos políticos demócratas, incluidos Brian Forde y Doug Jones en 2017, Michelle Nunn en 2014, así como Zephyr Teachout en 2016. Teachout participó en la información de la dirección de la campaña de Dean sobre la mala conducta sexual de Johnson durante la campaña presidencial de 2004.

## Acusaciones de mala conducta sexual
Johnson ha sido acusado de conducta sexual inapropiada y maltrato por múltiples mujeres durante su permanencia en la campaña de Howard Dean y su empleo en la Fundación Sunlight. En 2018, HuffPost informó de las historias de varias mujeres que alegaron que Johnson tuvo una conducta sexual inapropiada, incluyendo intento de violación, agresión sexual y abuso verbal en el lugar de trabajo. Johnson declaró a HuffPost en entrevistas que su comportamiento general durante ese período de su vida "lo llenó de vergüenza, dolor y arrepentimiento", atribuyendo algunos comportamientos al abuso de sustancias. Discutió muchos detalles de las acusaciones formuladas contra él.

## Otros logros profesionales
Antes de trabajar en campañas políticas, Johnson trabajó en Ask Jeeves, ahora Ask.com, como tecnólogo ayudando en la sindicación web. Junto con John Petropoulos, Johnson inventó el uso de la capacidad de previsualización del ratón en los resultados de las búsquedas, por lo que se les concedió una patente en 2006.
En enero de 2012, Johnson publicó The Information Diet: a Case for Conscious Consumption, Sebastopol, CA: O'Reilly Media, 2012, ISBN 9781449304683, OCLC 754720170, 1449304680.

## Reconocimiento
En 2009, fue el Google-O'Reilly Open Source Community Builder of the Year, y en 2010, uno de los Fed 100 de la Federal Computer Week.